# Bureau gallois
Le bureau gallois (Welsh Office en anglais et Swyddfa Gymreig en gallois) est un ancien département du Gouvernement du Royaume-Uni ayant la charge du pays de Galles.
Créé en 1965, il est remplacé par le bureau du secrétaire d’État pour le Pays de Galles, dit bureau du Pays de Galles, en 1999.